# Donna Gottschalk
Donna Gottschalk (Nova Iorque, 1949) é uma fotógrafa americana que atuou na década de 1970 e assumiu sua homossexualidade na época em que os grupos “Radicalesbians” e “The Furies Collective” foram formados.

## Vida pessoal
Gottschalk cresceu pobre na classe trabalhadora do Lower East Side, Nova Iorque, morando em um cortiço de baixa renda, uma entre quatro filhos (Mary, Myla e Vinnie). Sua mãe solteira era descendente de irlandeses e italianos e administrava um salão de beleza desde a década de 1950. Seu pai era um marinheiro mercante que sofria de transtorno mental não tratado e alcoolismo e não era permitido entrar em casa devido ao frequente abuso físico. Na década de 1960, ela estudou ilustração na High School of Art and Design, Manhattan. Na escola, conheceu outras lésbicas que a levaram a bares lésbicos icônicos. Ela também se envolveu com a Frente de Libertação Gay. Gottschalk desenhou a camiseta “Lavender Menace” usada por ativistas lésbicas-feministas que protestavam contra a homofobia da Organização Nacional para Mulheres. Sua irmã Myla (nascida Alfie) primeiro se assumiu como homem gay e depois como mulher trans; Gottschalk documentou a transição de gênero de Myla a partir de 1992 por meio de uma série fotográfica. Por ser HIV positiva, lutar contra o vício em drogas e álcool e sofrer ataques transfóbicos violentos, Myla morreu em 2013.
Donna se mudou para a Califórnia para se juntar a comunidades separatistas lésbicas. Enquanto estava na Califórnia, trabalhou como modelo artística, garçonete de topless e motorista de carruagens puxadas por cavalos.
Gottschalk mora em uma pequena fazenda em Victory, Vermont.

## Carreira
Gottschalk não era fotojornalista nem fotógrafa documental, mas tirava fotos desde os 17 anos. Seu trabalho é exibido pela primeira vez na exposição BRAVE, BEAUTIFUL OUTLAWS: The Photographs of Donna Gottschalk, com curadoria de Deborah Bright, no Leslie-Lohman Museum of Art, a partir de 29 de agosto de 2018. Algumas das fotografias de Gottschalk foram publicadas no jornal Come Out! da Frente de Libertação Gay. Suas fotos ficaram guardadas por 40 anos. Os temas das fotos de Gottschalk são seus amigos, familiares e colegas de quarto.
A fotojornalista Diana Davies tirou uma foto de Gottschalk no desfile do Dia da Libertação da Christopher Street em 1970, que a mostra segurando um cartaz com os dizeres: “Eu sou o seu pior medo, eu sou a sua melhor fantasia”.
Em 2023, já tendo apresentado cinco fotografias de Gottschalk na exposição coletiva De l'Amitié, a galeria de arte parisiense Marcelle Alix organizou sua primeira exposição individual na Europa, cocurada pela escritora Hélène Giannecchini: Donna Gottschalk : Ce qui fait une vie. O título refere-se à versão francesa do livro Frames of War, de Judith Butler. A exposição apresentou mais de 30 fotografias selecionadas por Donna Gottschalk e Hélène Giannecchini: impressões vintage, impressões contemporâneas da exposição Brave Beautiful Outlaws e impressões digitais feitas pela própria Gottschalk, em uma impressora jato de tinta doméstica.